# Snowboarden op de Olympische Winterspelen 2022 - Snowboardcross gemengd
De snowboardcross voor gemengde teams tijdens de Olympische Winterspelen 2022 vond plaats op 12 februari 2022 in het Genting Snow Park nabij Peking. Het was de eerste maal dat dit onderdeel plaatsvond op de spelen.

## Tijdschema
| Datum                | Lokale tijd | MET   | Ronde   |
| -------------------- | ----------- | ----- | ------- |
| zaterdag 12 februari | 10:00       | 03:00 | Finales |

## Uitslag

#### Kwartfinales
Kwartfinale 1
| Rang | Bib | Naam                                         | Land      | Opm. |
| ---- | --- | -------------------------------------------- | --------- | ---- |
| 1    | 1   | Omar Visintin Michela Moioli                 | Italië    | Q    |
| 2    | 8   | Martin Nörl Jana Fischer                     | Duitsland | Q    |
| 3    | 9   | Loan Bozzolo Julia Pereira de Sousa Mabileau | Frankrijk |      |
|      |     |                                              |           |      |

Kwartfinale 2
| Rang | Bib | Naam                                | Land             | Opm. |
| ---- | --- | ----------------------------------- | ---------------- | ---- |
| 1    | 5   | Nick Baumgartner Lindsey Jacobellis | Verenigde Staten | Q    |
| 2    | 13  | Kalle Koblet Sophie Hediger         | Zwitserland      | Q    |
| 3    | 4   | Cameron Bolton Belle Brockhoff      | Australië        | DNF  |
| 4    | 12  | Adam Lambert Josie Baff             | Australië        | DNF  |

Kwartfinale 3
| Rang | Bib | Naam                          | Land             | Opm. |
| ---- | --- | ----------------------------- | ---------------- | ---- |
| 1    | 14  | Daniil Donskich Kristina Paul | Russische ploeg  | Q    |
| 2    | 6   | Éliot Grondin Meryeta O'Dine  | Canada           | Q    |
| 3    | 11  | Jake Vedder Faye Gulini       | Verenigde Staten |      |
| 4    | 3   | Merlin Surget Chloé Trespeuch | Frankrijk        |      |

Kwartfinale 4
| Rang | Bib | Naam                               | Land             | Opm. |
| ---- | --- | ---------------------------------- | ---------------- | ---- |
| 1    | 15  | Huw Nightingale Charlotte Bankes   | Groot-Brittannië | Q    |
| 2    | 10  | Lorenzo Sommariva Caterina Carpano | Italië           | Q    |
| 3    | 7   | Liam Moffatt Tess Critchlow        | Canada           |      |
| 4    | 2   | Alessandro Hämmerle Pia Zerkhold   | Oostenrijk       |      |

#### Halve finales
Halve finale 1
| Rang | Bib | Naam                                | Land             | Opm. |
| ---- | --- | ----------------------------------- | ---------------- | ---- |
| 1    | 1   | Omar Visintin Michela Moioli        | Italië           | Q    |
| 2    | 5   | Nick Baumgartner Lindsey Jacobellis | Verenigde Staten | Q    |
| 3    | 8   | Martin Nörl Jana Fischer            | Duitsland        |      |
| 4    | 13  | Kalle Koblet Sophie Hediger         | Zwitserland      |      |

Halve finale 2
| Rang | Bib | Naam                               | Land             | Opm. |
| ---- | --- | ---------------------------------- | ---------------- | ---- |
| 1    | 10  | Lorenzo Sommariva Caterina Carpano | Italië           | Q    |
| 2    | 6   | Éliot Grondin Meryeta O'Dine       | Canada           | Q    |
| 3    | 15  | Huw Nightingale Charlotte Bankes   | Groot-Brittannië |      |
| 4    | 14  | Daniil Donskich Kristina Paul      | Russische ploeg  |      |

#### Finales
Kleine finale
| Rang | Bib | Naam                             | Land             | Opm. |
| ---- | --- | -------------------------------- | ---------------- | ---- |
| 5    | 8   | Martin Nörl Jana Fischer         | Duitsland        |      |
| 6    | 15  | Huw Nightingale Charlotte Bankes | Groot-Brittannië |      |
| 7    | 13  | Kalle Koblet Sophie Hediger      | Zwitserland      |      |
| 8    | 14  | Daniil Donskich Kristina Paul    | Russische ploeg  |      |

Grote finale
| Rang   | Bib | Naam                                | Land             | Opm. |
| ------ | --- | ----------------------------------- | ---------------- | ---- |
| Goud   | 5   | Nick Baumgartner Lindsey Jacobellis | Verenigde Staten |      |
| Zilver | 1   | Omar Visintin Michela Moioli        | Italië           |      |
| Brons  | 6   | Éliot Grondin Meryeta O'Dine        | Canada           |      |
| 4      | 10  | Lorenzo Sommariva Caterina Carpano  | Italië           |      |